# Lou Reed
Lewis Allan (Lou) Reed (New York, 2 maart 1942 – East Hampton, 27 oktober 2013) was een Amerikaans musicus en zanger. Hij was samen met John Cale het gezicht van de invloedrijke band The Velvet Underground. Als gitarist was hij ook erg invloedrijk; hij maakte veel gebruik van distortion en alternatieve stemmingen. Hij was een van de eersten die zong over onderwerpen als sadomasochisme (Venus in Furs), travestie (Sister Ray) en transseksualiteit (Lady Godiva's Operation).
In 1970 nam Reed afscheid van The Velvet Underground en startte hij een solocarrière. In 1972 had hij zijn grootste hit: Walk on the Wild Side, dat later uitgebracht werd op het album Transformer (geproduceerd door David Bowie en Mick Ronson). Ook met Perfect Day had hij nadien nog een succesnummer.
Sindsdien heeft Reed regelmatig nieuwe albums het licht doen zien. Een bekend album is Metal Machine Music (1975). Dit dubbelalbum is gevuld met herhalingen (loops) van gitaar-feedback en werd destijds door velen bestempeld als een van de slechtste albums uit de geschiedenis van de rockmuziek. Achteraf noemen de gitaristen Lee Ranaldo en Thurston Moore van Sonic Youth dit echter een van de meest gewaagde albums aller tijden.

## Biografie

### Jonge jaren
Lewis Allan Reed werd op 2 maart 1942 geboren in het Beth El ziekenhuis te Brooklyn, New York, als oudste kind van de accountant Sidney George Reed, die oorspronkelijk Rabinowitz heette, en de huisvrouw Toby Futterman Reed, een voormalige schoonheidskoningin. Vijf jaar later werd zijn zuster Elizabeth geboren. In 1953 verhuisde het gezin naar Freeport, een stadje voor de hogere middenklasse. Hij doorliep Carolyn G. Atkinson Elementary en later Freeport Junior High, om in de herfst van 1956 aan Freeport Junior High in te stromen. Op jonge leeftijd was hij liefhebber van rock-'n-roll en rhythm-and-blues. Hij speelde op de middelbare school in een paar bandjes. Zijn eerste plaat maakte hij als lid van The Jades, een band die doowop speelde.

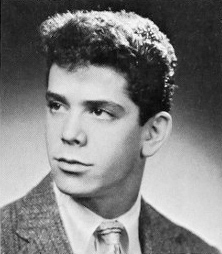
Highschoolfoto van Lou Reed (1959)

Reed kreeg in 1959-1960 elektroshocktherapie, waarmee zijn ouders hem dachten te 'genezen' van zijn homoseksuele neigingen en stemmingswisselingen. In 1960 schreef Reed zich in aan de universiteit van Syracuse, waar hij journalistiek, filmregie en creatief schrijven studeerde. Hoewel hij veel van de colleges slechts plichtmatig bijwoonde, stortte hij zich met overgave op het onderwijs in literatuur, muziektheorie en filosofie. Kierkegaard, Hegel en Sartre werden favoriete denkers. In zijn tweede jaar richtte hij zijn eerste echte rock-'n'-roll band op, LA and the Eldorados, waarin hij zelf slaggitaar en de zang voor zijn rekening nam. Met een repertoire dat bestond uit een mix van Reeds eigen composities en covers van Chuck Berry speelden ze drie keer per week in en rond Syracuse. In 1962 kreeg Reed college creatief schrijven van de schrijver Delmore Schwartz, met wie een vriendschap ontstond die standhield tot aan Reeds afstuderen. Onder leiding van Schwartz las Reed werk van vooral James Joyce, maar ook Dostojevski en Shakespeare. Later beweerde Reed dat het zijn ambitie was de subtiliteit van een goede roman binnen de rockmuziek te brengen. Tijdens zijn studie ontwikkelde Reed een voorliefde voor free jazz en experimentele muziek. Op de campus handelde hij in drugs zoals wiet en heroïne. Rond 1964 begon hij de laatste drug ook te gebruiken.
In november 1963 was Reed bij een concert van Bob Dylan aan Syracuse en raakte in de ban van diens combinatie van poëzie en muziek die als geheel geen folkmuziek te noemen was. Reed kocht meteen een harmonica, waarop hij volgens zijn toenmalige vriendin Shelley Albin goed speelde, maar zijn spel leek zoveel op Dylan zelf dat hij ermee stopte. Na zijn afstuderen in 1964 ging Reed niet naar New York, zoals kandidaten in Engelse letterkunde gewoonlijk deden, maar keerde terug naar het huis van zijn ouders. Hij ontkwam aan de dienstplicht nadat hepatitis werd gediagnosticeerd, dat hij door het delen van een injectienaald meende te hebben opgelopen. Van september 1964 tot februari 1965 was hij in dienst als songschrijver bij het budgetlabel Pickwick Records, waarvoor hij een weeksalaris van vijfentwintig dollar toucheerde en de rechten op de liedjes moest afstaan. Pickwick liet de nummers inspelen door muzikanten en verkocht die als albums van nepgroepen die voor bodemprijzen verkocht werden. Zo leerde Reed de opnamestudio kennen. Volgens biograaf Victor Bockris vertoont het nummer "Cycle Annie" van de pseudogroep the Beachnuts de eerste kenmerken van wat de stijl van de Velvet Underground zou worden: met de combinatie van een tekst met typische Lou Reed-personages en rockmuziek van drie akkoorden zou het niet misstaan op een album als Loaded.
In 1964 had hij een klein succes met The Ostrich (de struisvogel), dat een populair dansje parodieerde. Er werd door de platenmaatschappij een muziekgroep opgericht om de plaatopname te promoten. Deze band heette The Primitives en een van de leden was John Cale, die net naar New York was verhuisd om muziek te studeren en die met La Monte Young speelde. Het verraste Cale dat Reed voor een speciaal effect alle snaren van zijn gitaar in dezelfde toon stemde. Deze techniek creëerde een drone-effect dat leek op de geluiden van het avant-garde-ensemble waar Cale mee werkte. Toen Cale meer van Reeds vroege werk hoorde, bijvoorbeeld ook het lied Heroin, was hij zo enthousiast dat hij graag wilde samenwerken.

### The Velvet Underground
Reed en Cale huurden een appartement in de Lower East Side en vormden in 1964 met studievriend Sterling Morrison en Maureen Tucker een nieuwe groep die The Velvet Underground zou heten. Hun eerste drummer heette Angus MacLise, maar deze verliet de band al vóór hun eerste optreden op 11 december 1965 op de Summit High School in New York. Hoewel het geen stabiele band was, wat blijkt uit het vertrek van Cale in 1968 en Reed in 1970, zou ze een van de invloedrijkste undergroundgroepen uit de rockgeschiedenis worden.
De band slaagde erin de aandacht te trekken van Andy Warhol, die hun imago flink wist op te poetsen. Reed is Warhol altijd dankbaar gebleven voor zijn mentorschap en de gelegenheid die deze hem bood om bij een veelzijdige, artistieke incrowd te behoren, zoals meerdere keren uit interviews bleek. Toch was Reed niet erg gelukkig met het idee van Warhol om de zangeres Nico aan de band toe te voegen. Nico werd ook vanwege haar uiterlijk aan de band gekoppeld. Ze had voordien als fotomodel gewerkt en had weinig zangervaring. De weigering haar als echt bandlid te beschouwen komt tot uitdrukking in de titel van hun eerste album: The Velvet Underground & Nico. Ondanks zijn weerstand schreef Reed een aantal nummers speciaal voor Nico en waren zij kortstondig een liefdespaar.
Toen The Velvet Underground White Light/White Heat opnam, hadden Reed en Cale de zangeres Nico eruit gewerkt en ook hadden zij een andere producer aangenomen. De nieuwe manager Steve Sesnick overtuigde Reed ervan dat ook Cale moest opstappen. Morrison en Tucker waren daar niet echt blij mee, maar bleven toch aan als bandleden. In plaats van Cale trad nu Doug Yule aan, die vaak door Reed werd voorgesteld als zijn jongere broer. De muziek ontwikkelde zich meer in een populaire richting en was tot een podium geworden voor Reeds teksten. Er verschenen twee albums in deze bezetting: The Velvet Underground uit 1969 en Loaded uit 1970. Dit laatste album bevatte twee van de succesvolste nummers van de groep: Sweet Jane en Rock & Roll.
De opnamen voor Loaded hadden meer tijd gekost dan de opnamen van de voorgaande drie albums tezamen. Het was de bedoeling dat Loaded een groot commercieel succes zou worden; het album was volgepakt met hits, maar de doorbraak bleef uit en Reed trok weer tijdelijk in bij zijn ouders, die op Long Island woonden.
In 1970 verliet Reed de groep, die daarna nog drie jaar bestond en in 1973 nog het studioalbum Squeeze uitbracht.

### Solocarrière

#### Jaren zeventig

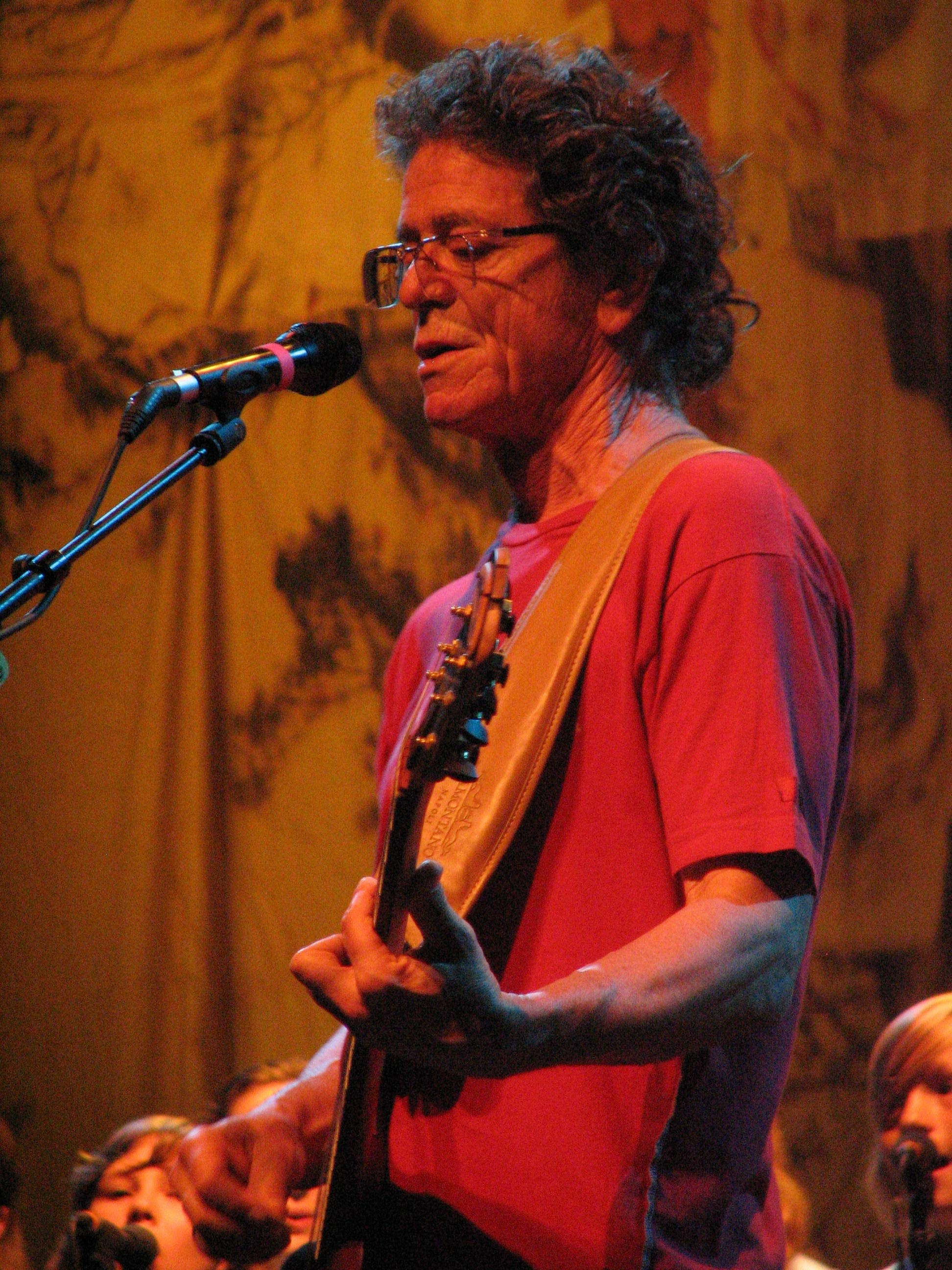
Lou Reed in Málaga, Spanje, 2008

Na zijn vertrek bij The Velvet Underground in augustus 1970 werkte Reed een tijdlang als typist op het accountantskantoor van zijn vader en verdiende daar naar eigen zeggen 40 dollar per week. Een jaar later tekende hij een contract met RCA en nam in Engeland zijn eerste soloalbum op met gastmuzikanten van Yes, zoals Rick Wakeman, en met leden van de band van Elton John. Het album heette simpelweg "Lou Reed" en bevatte gladjes geproduceerde heropnames van niet eerder uitgebrachte stukken van The Velvet Underground. Sommige van de nummers waren wel eerder opgenomen voor Loaded, maar niet op die plaat verschenen (zie de Peel Slowly and See-box). Het eerste soloalbum werd niet opgemerkt door muziekrecensenten en er werden maar weinig exemplaren van verkocht.
In 1972 verscheen zijn tweede soloalbum getiteld Transformer, waarmee Reed aansluiting vond bij de glitter- en de 'nichtenrock'. Het album werd geproduceerd door David Bowie en Mick Ronson en maakte Lou Reed bekend bij een breder publiek. Als gitarist trok hij Dick Wagner aan. De later hit Walk on the Wild Side was tegelijkertijd een groet aan en een sneer naar het ongeregelde volk van homo's en transseksuelen dat in de jaren zestig Andy Warhols Factory bezocht. De tekst van het lied viel niet in goede aarde bij de radiostations en de single werd gedeeltelijk geboycot. Hoewel het lied eigenlijk niet typisch is voor de stijl van Reed, zou het toch het lied worden waarmee hij in de jaren daarna het meest geassocieerd zou worden. Het lied ontstond op verzoek voor een theaterbewerking van een roman van Nelson Algren met dezelfde titel, die echter nooit uitgevoerd werd.
Ronsons arrangementen brachten nieuwe kanten van Reeds talent aan het licht zoals in de nummers Perfect Day en Satellite of Love, met subtiele strijkers en dynamische saxofoons. Dat eerste lied werd in de jaren negentig herontdekt en gaf Reed de kans om tijdens zijn concerten Walk on the Wild Side te laten vallen. Hoewel het album Transformer zijn commerciële doorbraak betekend had, was Reed niet blij met het effect dat het album op de rest van zijn carrière zou hebben en hij wees een aanbod van Bowie om een nieuw popalbum te maken van de hand. Tot het album The Raven uit 2003 zouden ze niet meer officieel samenwerken.
Na Transformer kwam het zwaarmoediger Berlin uit, dat het verhaal vertelt van een aan drugs verslaafd stel in Berlijn. De liedjes gaan over huiselijk geweld (Caroline Says I, Caroline Says II), drugsmisbruik (How Do You Think It Feels), vreemdgaan en prostitutie (The Kids) en over zelfmoord (The Bed). Bij verschijning waren popcritici weinig enthousiast over het album, maar inmiddels wordt Berlin als een meesterwerk gezien.
In deze tijd ontwikkelde Reed een bizar imago. Hij droeg zwartleren kleding, spijkerhalsbanden, blondeerde zijn kortgeknipte haar en trad op met een lijkbleek geschminkt gezicht. Vele jaren cultiveerde hij welbewust deze uitingen van 'slechte smaak' (camp). Deze Reed is te zien op de hoes van het album Rock 'n Roll Animal, dat het succesverhaal dat met Walk on the Wild Side was begonnen, consolideerde.
In deze tijd werd Reed door zijn barse optreden tegenover interviewers zoals Lester Bangs, bekend als een van de moeilijkst te benaderen figuren binnen de rockscene. Zelfs nadat hij stopte met drugs heeft hij deze reputatie behouden. Zijn hevige drugsgebruik bemoeilijkte de opnamen voor Sally Can't Dance. Dit was een album in de stijl van de rhythm-and-blues, waarmee Reed de hoogste plaats uit zijn carrière in de Amerikaanse top tien bereikte. Zijn werk uit de jaren zestig dat langzamerhand bekend werd gaven hem het image van een van de meest authentieke leden van de freak scene binnen het rock-'n-roll-wereldje, samen met andere punkprotagonisten zoals David Bowie, Iggy Pop en Alice Cooper.
Net zoals hij met het album Berlin volgend op het album Transformer succes met minder commercieel werk had afgewisseld, maakte hij nu een dubbelalbum vol langdurige gitaarsolo's dat bol stond van audiofeedback: Metal Machine Music. Muziekrecensenten beschouwden het als een poging van Reed om zijn luisteraars te beledigen, oppervlakkige fans te choqueren of om los te komen van zijn contract met RCA. Reed zelf houdt vol dat het een serieus bedoeld artistiek experiment was en wijst erop dat er zelfs verwijzingen naar klassieke muziek in verwerkt zijn. Bangs noemde het album geniaal, maar tegelijkertijd irritant. Duizenden kopers brachten het album binnen enkele weken terug naar de winkel waar zij het gekocht hadden. In de noiserock echter wordt het album zeer gewaardeerd door bands als Sonic Youth en Gumball, die in hun geluid zeer beïnvloed zijn door deze plaat (Reed vertelde dit in een radiointerview met Anthony DeCurtis op 92Y, New York op 18 september 2006). Reed gaf wel toe dat de lijst van gebruikte instrumenten op de hoes van de plaat een parodie was. In het jaar 2000 werd de muziek van Metal Machine Music aangepast voor uitvoering door een Duits orkest met de naam "Zeitkratzer".
Coney Island Baby uit 1976 was een volgend contrast, het was een warm en 'mellow' album, hoewel de typetjes in de liedjes nog steeds uit de zelfkant van de maatschappij afkomstig waren. In deze periode was Reed intiem met de travestiet Rachel, aan wie het album is opgedragen en van wie een foto te zien is op de hoes van het hoogtepuntenalbum Walk on the Wild Side: The Best of Lou Reed, uit 1977. Terwijl zijn debuut Rock and Roll Heart voor zijn nieuwe platenfirma Arista Records uit 1976 tegenviel, zette Reed met Street Hassle in 1978, in de hoogtijdagen van de punk, waarvan hij als grote inspirator gold, weer een monumentaal werk neer. Het album The Bells uit 1979 had als gastartiest de jazzmusicus Don Cherry op de lijst van medewerkers staan. Dit album werd het jaar daarop opgevolgd door Growing Up in Public. In deze periode trad Reed ook op als een louche platenproducer in de film One Trick Pony van Paul Simon.

#### Jaren tachtig

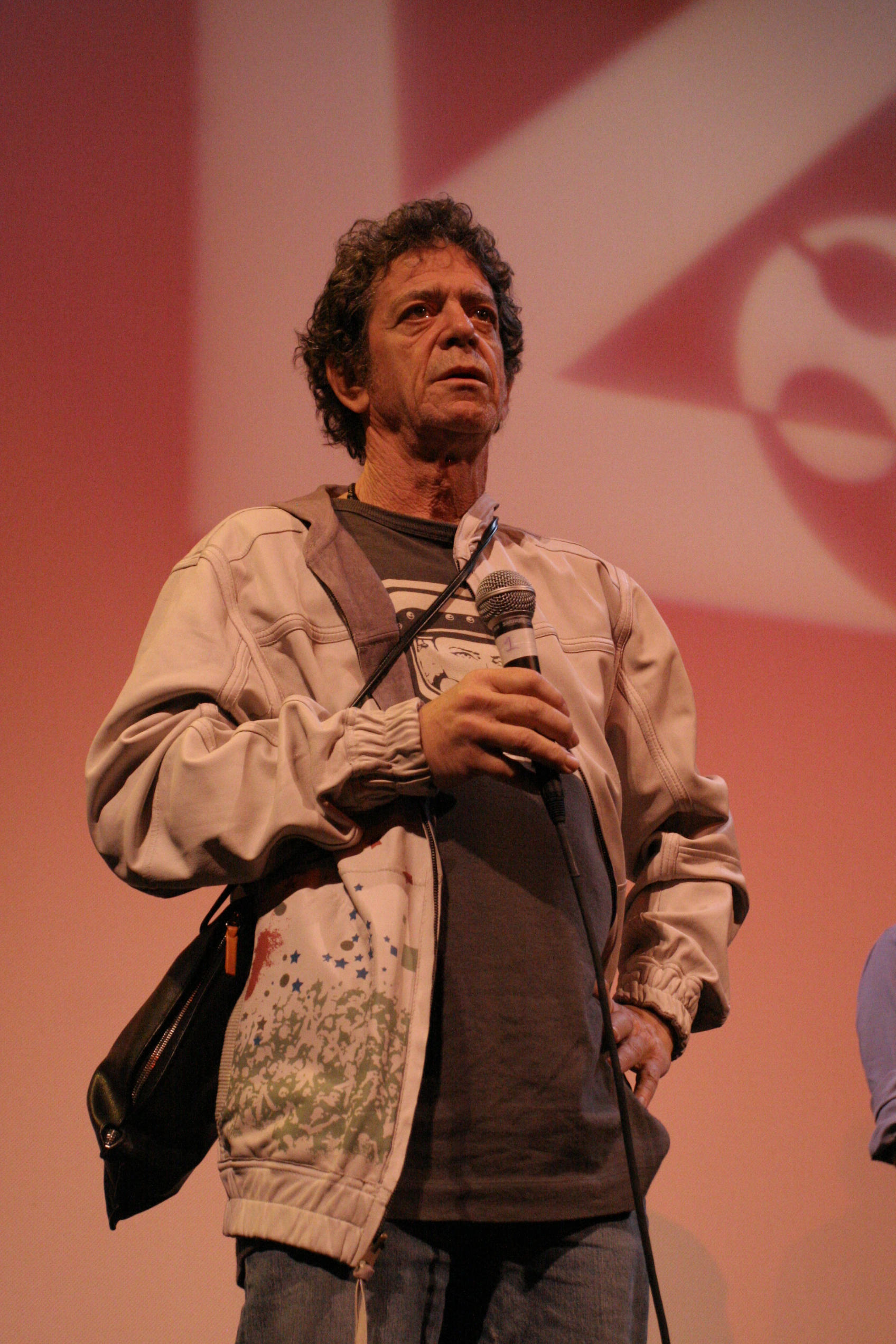
Lou Reed in 2008

In 1980 trouwde Reed met Sylvia Morales; een huwelijk dat ruim tien jaar zou duren. Morales inspireerde Reed tot enkele van zijn mooiste liefdesliedjes, vooral te vinden op het album The Blue Mask uit 1982. Nadat Legendary Hearts uit 1983 en New Sensations uit 1984 het goed gedaan hadden op de hitlijsten had Reed zich zodanig gerehabiliteerd als een publieke persoonlijkheid dat hij gevraagd werd als spreekbuis voor Honda-scooters. Eind 1985 maakte hij deel uit van de gelegenheidsband Artists United Against Apartheid, geïnitieerd door Little Steven; deze band bracht het album Sun City en de gelijknamige single uit. In 1986 deed hij mee aan de Conspiracy of Hope Tour, die georganiseerd werd door Amnesty International. Op het album New York uit 1989 gaf hij zijn mening te kennen over politieke onderwerpen betreffende zijn woonplaats en gaf hij commentaar op misdaad, aids, Jesse Jackson, Kurt Waldheim en paus Johannes Paulus II.
Reed nam filmrollen aan die gedeelten van zijn persoonlijkheid, in ieder geval van zijn imago reflecteerden. Hij speelde in 1983 de artrockmusicus Auden in de film Get Crazy van Allan Arkush, waar hij ook het lied My Baby Sister voor schreef. Hij leende ook zijn stem aan de zingende figuur Mok in de film Rock & Rule uit 1983, waarvoor hij tevens de liedjes My Name Is Mok en Triumph schreef.
Nadat Andy Warhol in 1987 na een operatie in een ziekenhuis was overleden werkte Reed weer samen met John Cale op het album Songs for Drella uit 1990. De bijnaam Drella voor Warhol is een samenvoeging van Cinderella (Assepoester) en Dracula. Dit was voor het eerst in meer dan twintig jaar dat zij weer samenwerkten. Het album heeft de vorm van een biografie met de hoogtepunten uit Warhols leven, maar laat ook kritiek horen op de doktoren die Warhol lieten sterven en op de vrouw die probeerde Warhol met pistoolschoten te doden.

#### Van 1990 tot 2013

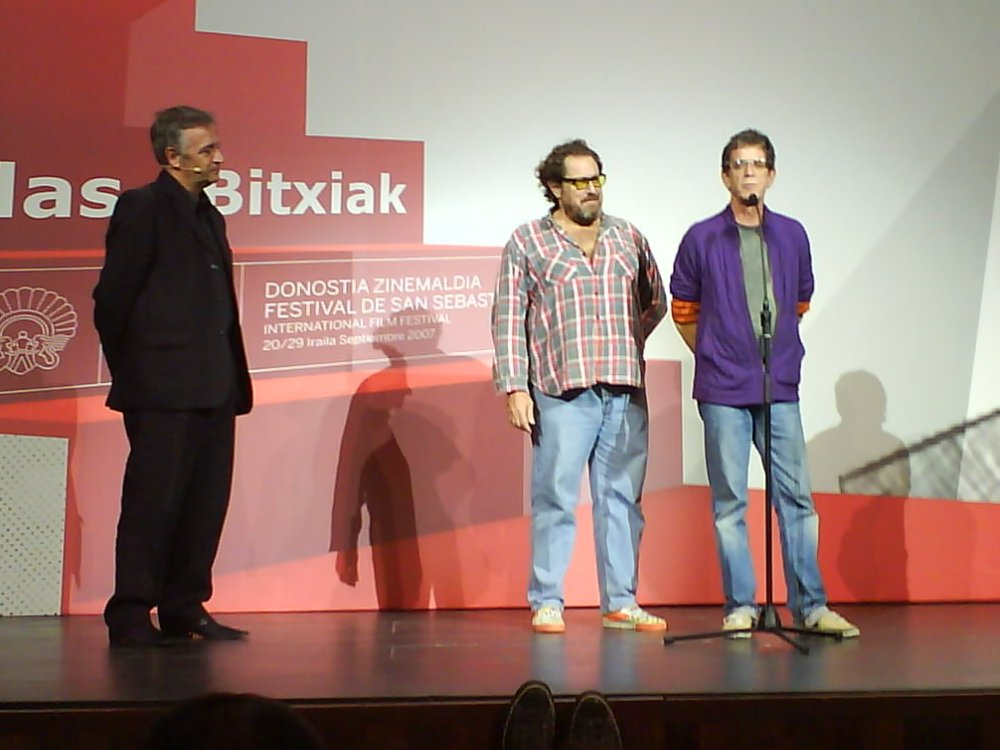
Julian Schnabel en Lou Reed bij de presentatie van Berlin in 2007

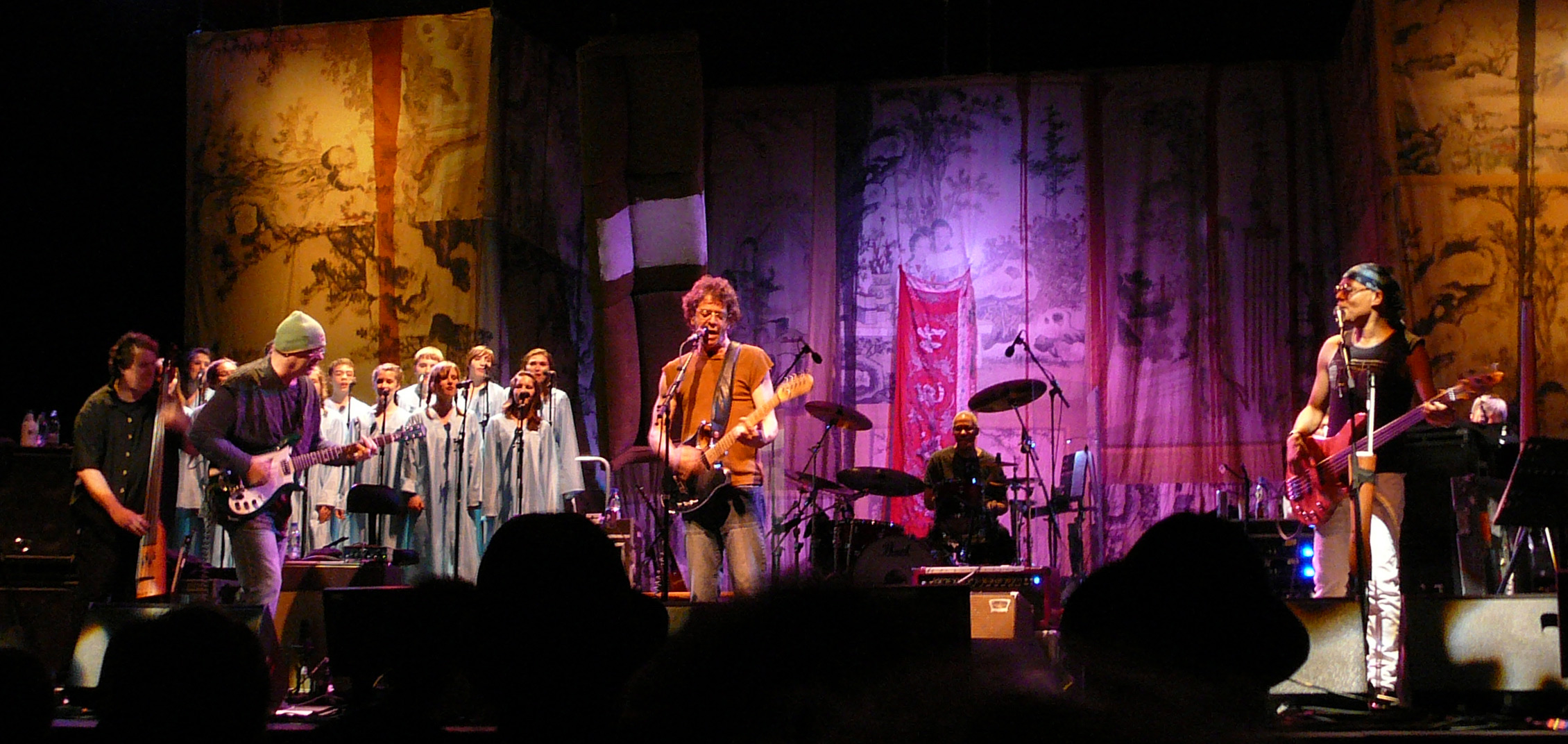
Lou Reed speelt Berlin in Stockholm, 2008

In 1990 kwam The Velvet Underground voor het eerst sinds twintig jaar weer bijeen en deed een optreden in Frankrijk. In 1993 kwamen de bandleden opnieuw samen en deden een tournee door Europa. Het werd destijds "De moeder aller reünies" genoemd. Onder andere werd Paradiso in Amsterdam aangedaan, waarvoor de 1000 beschikbare kaartjes waren bij het enige verkooppunt in een uur uitverkocht. De plannen voor een tournee door de Verenigde Staten werden afgelast, omdat Reed en Cale opnieuw onenigheid kregen.
In 1996 werd The Velvet Underground opgenomen in de Rock and Roll Hall of Fame. Tijdens de huldigingsceremonie zong Reed het lied Last Night I Said Goodbye to My Friend samen met John Cale en Maureen Tucker; dit was opgedragen aan Sterling Morrison, die in augustus van datzelfde jaar was overleden. In 2015 werd Reed ten slotte ook als solomusicus opgenomen in de Hall of Fame.
Reed vervolgde met zwaarmoedige liederen in Magic and Loss, waarin hij het overlijden van twee goede vrienden aan kanker bezingt. In 1997 zongen meer dan dertig verschillende artiesten het lied Perfect Day voor een benefietuitzending van de BBC voor kinderen in nood. Het album Set the Twilight Reeling uit 1996 werd lauw ontvangen, maar Ecstasy uit 2000 kreeg veel lof van critici als Robert Christgau.
Vanaf eind jaren negentig was Reed bevriend met multimediakunstenares Laurie Anderson en zij werkten samen aan een aantal projecten. Anderson zong in Call On Me op The Raven en in de nummers Rouge en Rock Minuet van Reeds album Ecstasy. Ook zong ze in het nummer Hang On To Your Emotions op het album Set the Twilight Reeling. Reed op zijn beurt droeg zijn steentje bij aan In Our Sleep op Andersons album Bright Red en aan One Beautiful Evening op Andersons Life on a String.
In 2003 publiceerde Reed een dubbel-cd getiteld The Raven, gebaseerd op het werk van Edgar Allan Poe. In 2004 werd door de groep Groovefinder een nieuw gemixte coverversie gemaakt van het lied Satellite of Love met als titel Satellite of Love '04. Dit nummer bereikte in Engeland de tiende plaats in de hitlijsten.
In 2001 was een valse e-mail die de dood van Reed meldde er de oorzaak van dat een aantal radiostations dit als nieuwsfeit uitzonden. In 2003 verscheen After Hours: a Tribute to the Music of Lou Reed. Tijdens de MTV VideoMusic Awards in 2006 speelde Reed het nummer White Light/White Heat samen met The Raconteurs. Later die nacht, terwijl hij de programma-aankondigingen deed samen met P!nk, zei Reed dat MTV meer aandacht aan rock-'n-roll zou moeten besteden.
Bands die liederen schreven met de naam "Lou Reed" zijn Died Pretty, Public Image Ltd. en The Little Willies.
Tijdens een interview in 2006 in Spanje vertelde Reed dat hij een onafhankelijke uitgave met meditatiemuziek wilde gaan maken, en in 2007 tekende hij een platencontract bij Sanctuary Records. Zo ontstond de cd Hudson River Wind Meditations uit datzelfde jaar.
Op 12 april 2008 trad Reed met Laurie Anderson in het huwelijk.
In 2010 verzorgde hij de zangpartij van het nummer "Some Kind of Nature", te vinden op het derde studioalbum van Gorillaz, getiteld Plastic Beach.
Van april tot en met juni 2011 nam Reed met Metallica het album Lulu op, dat uitgegeven werd op 31 oktober van datzelfde jaar.
In mei 2013 onderging hij een levertransplantatie, en in oktober dat jaar overleed hij op 71-jarige leeftijd aan een levergerelateerde aandoening in zijn huis in Amagansett (East Hampton). Eind 2013 stegen vier hits van hem in de jaarlijkse Top 2000 op de Nederlandse NPO Radio 2, en Perfect Day kwam zelfs op de 34e plaats terecht.

## Discografie

### Albums
| Album met eventuele hitnotering(en) in de Nederlandse Album Top 100 | Datum van verschijnen | Datum van binnenkomst | Hoogste positie | Aantal weken | Opmerkingen   |
| ------------------------------------------------------------------- | --------------------- | --------------------- | --------------- | ------------ | ------------- |
| Lou Reed                                                            | 1972                  | -                     |                 |              |               |
| Transformer                                                         | 1972                  | 24-02-1973            | 11              | 9            |               |
| Berlin                                                              | 1973                  | 03-11-1973            | 16              | 3            |               |
| Rock'n'roll animal                                                  | 1974                  | -                     |                 |              | Livealbum     |
| Sally can't dance                                                   | 1974                  | 28-09-1974            | 18              | 10           |               |
| Live                                                                | 1975                  | 29-03-1975            | 14              | 11           | Livealbum     |
| Metal machine music                                                 | 1975                  | -                     |                 |              |               |
| Coney island baby                                                   | 1975                  | 24-01-1976            | 11              | 12           |               |
| Rock and roll heart                                                 | 1976                  | 06-11-1976            | 24              | 6            |               |
| Walk on the wild side                                               | 1977                  | -                     |                 |              | Verzamelalbum |
| Street hassle                                                       | 1978                  | -                     |                 |              |               |
| Take no prisoners                                                   | 1978                  | -                     |                 |              | Livealbum     |
| The bells                                                           | 1979                  | -                     |                 |              |               |
| Growing up in public                                                | 1980                  | -                     |                 |              |               |
| Rock and roll diary: 1967-1980                                      | 1980                  | -                     |                 |              | Verzamelalbum |
| The blue mask                                                       | 1982                  | 13-02-1982            | 13              | 9            |               |
| Legendary hearts                                                    | 1982                  | -                     |                 |              |               |
| New sensations                                                      | 1984                  | 16-06-1984            | 43              | 3            |               |
| Live in Italy                                                       | 1984                  | -                     |                 |              | Livealbum     |
| Mistrial                                                            | 1986                  | 17-05-1986            | 42              | 8            |               |
| New York                                                            | 1989                  | 28-01-1989            | 8               | 36           |               |
| Pop classics                                                        | 1989                  | 25-03-1989            | 49              | 7            | Verzamelalbum |
| Songs for Drella (met John Cale)                                    | 1990                  | 05-05-1990            | 17              | 15           |               |
| Magic and loss                                                      | 1992                  | 25-01-1992            | 10              | 15           |               |
| Set the twilight reeling                                            | 1996                  | 02-03-1996            | 21              | 10           |               |
| Perfect night - Live in London                                      | 1998                  | -                     |                 |              | Livealbum     |
| Ecstasy                                                             | 04-04-2000            | 15-04-2000            | 68              | 3            |               |
| The raven                                                           | 28-01-2003            | 15-02-2003            | 50              | 3            |               |
| NYC man                                                             | 2003                  | 14-06-2003            | 91              | 1            |               |
| Animal serenade                                                     | 23-03-2004            | -                     |                 |              |               |
| Hudson river wind meditations                                       | 24-04-2007            | -                     |                 |              |               |
| Lulu (met Metallica)                                                | 31-10-2011            | 05-11-2011            | 17              | 3            |               |

| Album met hitnotering(en) in de Vlaamse Ultratop 200 albums | Datum van verschijnen | Datum van binnenkomst | Hoogste positie | Aantal weken | Opmerkingen   |
| ----------------------------------------------------------- | --------------------- | --------------------- | --------------- | ------------ | ------------- |
| Set the twilight reeling                                    | 1996                  | 09-03-1996            | 18              | 3            |               |
| Ecstasy                                                     | 2000                  | 22-04-2000            | 47              | 1            |               |
| Méér dan het beste van 1972-1986                            | 2000                  | 24-06-2000            | 48              | 1            | Verzamelalbum |
| The raven                                                   | 2003                  | 15-02-2003            | 37              | 2            |               |
| NYC man                                                     | 2003                  | 24-05-2003            | 15              | 9            |               |
| Animal serenade                                             | 2004                  | 03-04-2004            | 63              | 4            |               |
| Berlin: Live at St. Ann's Warehouse                         | 2008                  | 01-11-2008            | 43              | 4            | Livealbum     |
| Lulu (met Metallica)                                        | 2011                  | 05-11-2011            | 17              | 5            |               |

### Singles
| Single met eventuele hitnotering(en) in de Nederlandse Top 40 | Datum van verschijnen | Datum van binnenkomst | Hoogste positie | Aantal weken | Opmerkingen                                                                  |
| ------------------------------------------------------------- | --------------------- | --------------------- | --------------- | ------------ | ---------------------------------------------------------------------------- |
| Walk on the Wild Side                                         | 1973                  | 10-03-1973            | 21              | 5            | Nr. 15 in de Single Top 100                                                  |
| Vicious                                                       | 1973                  | 28-04-1973            | tip15           | -            |                                                                              |
| High in the City                                              | 1984                  | 04-08-1984            | tip9            | -            |                                                                              |
| Perfect Day                                                   | 1997                  | 06-12-1997            | 7               | 11           | als onderdeel van Various Artists / Nr. 6 in de Single Top 100 / Alarmschijf |
| Satellite of Love '04                                         | 2004                  | -                     |                 |              | Nr. 100 in de Single Top 100                                                 |
| Perfect Day                                                   | 2013                  | -                     |                 |              | Nr. 25 in de Single Top 100                                                  |

| Single met hitnotering(en) in de Vlaamse Ultratop 50 | Datum van verschijnen | Datum van binnenkomst | Hoogste positie | Aantal weken | Opmerkingen                                                    |
| ---------------------------------------------------- | --------------------- | --------------------- | --------------- | ------------ | -------------------------------------------------------------- |
| Perfect Day                                          | 1997                  | 13-12-1997            | 7               | 14           | als onderdeel van Various Artists / Nr. 7 in de Radio 2 Top 30 |

### NPO Radio 2 Top 2000
| Nummers met noteringen in de NPO Radio 2 Top 2000 | '99  | '00  | '01 | '02  | '03  | '04  | '05 | '06  | '07  | '08  | '09  | '10  | '11  | '12  | '13  | '14  | '15  | '16  | '17  | '18  | '19  | '20  | '21  | '22  | '23  | '24  |
| ------------------------------------------------- | ---- | ---- | --- | ---- | ---- | ---- | --- | ---- | ---- | ---- | ---- | ---- | ---- | ---- | ---- | ---- | ---- | ---- | ---- | ---- | ---- | ---- | ---- | ---- | ---- | ---- |
| Intro/Sweet Jane                                  | -    | 1138 | -   | 1810 | 1764 | 1188 | 921 | 1872 | 1832 | 1554 | 1895 | 1786 | 1290 | 1241 | 731  | 1059 | 1339 | 1594 | 1672 | 1838 | 1899 | 1999 | 1923 | -    | -    | -    |
| Perfect Day                                       | 195  | -    | 271 | 231  | 129  | 80   | 109 | 103  | 121  | 115  | 125  | 111  | 119  | 160  | 34   | 92   | 110  | 121  | 118  | 134  | 157  | 156  | 179  | 214  | 224  | 212  |
| Satellite of Love                                 | 1415 | -    | -   | -    | -    | -    | -   | -    | -    | -    | -    | -    | -    | -    | 1196 | 1964 | -    | -    | -    | -    | -    | -    | -    | -    | -    | -    |
| Walk on the Wild Side                             | 292  | 125  | 562 | 437  | 299  | 448  | 605 | 597  | 835  | 533  | 588  | 677  | 625  | 729  | 263  | 507  | 651  | 637  | 678  | 661  | 749  | 802  | 939  | 1084 | 1063 | 1204 |

1. ↑  Een '-' betekent dat het nummer niet was genoteerd en een vetgedrukt getal geeft de hoogste notering van een nummer aan.

## Dvd's
| Dvd's met hitnoteringen in de Nederlandse Music Top 30 | Datum van verschijnen | Datum van binnenkomst | Hoogste positie | Aantal weken | Opmerkingen |
| ------------------------------------------------------ | --------------------- | --------------------- | --------------- | ------------ | ----------- |
| Berlin                                                 | 2008                  | 12-07-2008            | 11              | 9            |             |

## Filmografie
| Film                                        | Rol                                | Jaar |
| ------------------------------------------- | ---------------------------------- | ---- |
| One-Trick Poney                             | Steve Kunelian                     | 1980 |
| Rock & Rule                                 | Mok (zang)                         | 1983 |
| Get Crazy                                   | Auden                              | 1983 |
| Permanent Record                            | zichzelf                           | 1988 |
| In weiter Ferne, so nah!                    | zichzelf                           | 1993 |
| Blue in the Face                            | rol zonder naam                    | 1995 |
| Lulu on the Bridge                          | persoon op tv die niet Lou Reed is | 1998 |
| Prozac Nation                               | zichzelf                           | 2001 |
| Arthur en de Wraak van Malthazard           | Maltazard (stem)                   | 2009 |
| Arthur 3: De strijd tussen de twee werelden | Maltazard (stem)                   | 2010 |
| Final Weapon                                | rol zonder naam                    | 2010 |
| Red Shirley                                 | interviewer                        | 2010 |

## Boek
- Victor Bockris, Transformer: het verhaal van Lou Reed, Kosmos uitgeverij, 2015, ISBN 9789043918084